# Latrodectus atritus
Latrodectus atritus là một loài nhện trong họ Theridiidae.